# Labiobarbus lineatus
Cá linh rìa sọc (Danh pháp khoa học: Labiobarbus lineatus) là một loài cá nước ngọt trong họ cá chép Cyprinidae, thuộc chi Labiobarbus phân bố ở vùng Đông Nam Á trong đó có Việt Nam, chúng sống ở vùng nước ngọt.

## Đặc điểm
Đầu nhỏ. Mõm nhọn, da mõm phát triển che phủ hàm trên, có 2-3 hàng nốt sừng phía trước, chót mõm có 3 hàng nốt sừng. Miệng cận dưới, nhỏ, rạch miệng gần như nằm ngang, rạch ngang chưa tới viền trước mắt. Có 2 đôi râu, râu hàm dài hơn râu mõm; mắt lớn vừa.
Thân thon dài, hẹp bên viền lưng đều từ mõm đến cuối gốc vây lưng. Vây lưng dài, khởi điểm vây lưng trước khởi điểm vây bụng; tia đơn vây lưng và vây hậu môn không hóa xương; vây đuôi phân thùy sâu. Mặt lưng của thân và đầu màu xanh xám, nhạt dần xuống bụng, bụng cá màu trắng bạc, thân cá ánh lên màu vàng nhạt. Có 1 chấm đen tròn tại gốc vi đuôi. Có chín sọc đen chạy theo chiều dọc của thân, các sọc này do các chấm đen nằm trên gốc vảy tạo thành. Các vi ngực, vi bụng, vi hậu môn màu trắng, ửng vàng. Vi lưng màu xám.
Vi đuôi chẻ hai, rãnh chẻ tương đương ½ chiều dài vi đuôi. Thân phủ vẩy tròn, đầu không phủ vẩy; đường bên hoàn toàn từ mép trên lỗ mang cong xuống đến trục và đi vào giữa thân đến giữa gốc vây đuôi. Lưng màu nâu thẫm, bụng trắng vàng nhạt; trên vẩy ở phần lưng có màu sắc tố đen ở gốc tạo thành 8-9 sọc đen dọc thân; có 1 sọc đen chạy dọc đường bên nối với 1 đốm đen mờ ở cuốn đuôi; các vây ngực, vây bụng và vây hậu môn màu trắng ửng vàng; vây lưng màu xám. 